# Прва савезна лига Југославије у хокеју на леду 1981/82.
Прва савезна лига Југославије у хокеју на леду 1981/82. је тридесетосмо првенство Југославије у хокеју на леду.
Првенство је одиграно по двоструком лига систему, уз учешће 8 екипа.
За победу су се добијена 2, нерешено 1, а пораз 0 бодова.

## Табела
| Плас. | Екипа                      | ИГ | Д  | Н | ИЗ | +/-     | ГР   | Б  |
| ----- | -------------------------- | -- | -- | - | -- | ------- | ---- | -- |
| 1     | Јесенице, Јесенице         | 28 | 24 | 2 | 2  | 258:103 | +155 | 50 |
| 2     | Олимпија, Љубљана          | 28 | 24 | 2 | 2  | 315:62  | +253 | 50 |
| 3     | Цеље, Цеље                 | 28 | 16 | 4 | 8  | 179:127 | +46  | 36 |
| 4     | Црвена звезда, Београд     | 28 | 11 | 3 | 14 | 144:166 | -9   | 25 |
| 5     | Медвешчак, Загреб          | 28 | 10 | 2 | 16 | 103:158 | -55  | 22 |
| 6     | Партизан, Београд          | 28 | 10 | 1 | 17 | 123:177 | -54  | 21 |
| 7     | Крањска Гора, Крањска Гора | 28 | 8  | 4 | 16 | 120:200 | -18  | 20 |
| 8     | Спартак, Суботица          | 28 | 0  | 0 | 28 | 85:334  | -410 | 0  |

ИГ = одиграо, Д = победио, Н = нешерио, И = изгубио, ГД = голова дао, ГП = голова примио, ГР = гол-разлика, Б = бодова
| Првак Прве савезна лиге Југославије у хокеју на леду 1981/82. |
| ------------------------------------------------------------- |
| Јесенице 20. Титула                                           |